# Chionea
Chionea es un género de dípteros nematóceros perteneciente a la familia Limoniidae.

## Especies
- Contiene las siguientes especies:

This list was adapted from the Catalogue of the Craneflies of the World (enero de 2007).
Subgénero Chionea (Holarctic)
- Chionea albertensis Alexander, 1941 (Canadá, sur de Estados Unidos a Oregón, Idaho)
- Chionea alexandriana Garrett, 1922 (Canadá, Estados Unidos a California, Utah)
- Chionea araneoides Dalman, 1816 (Europe: Suecia a Italia, Rumania y Rusia)
- Chionea carolus Byers, 1979 (Estados Unidos: California, Nevada)
- Chionea crassipes Boheman, 1846
  - Chionea crassipes crassipes (Escandinavia, Rusia a Japón)
  - Chionea crassipes magadanensis Narchuk, 1998 (Rusia: Óblast de Magadán)
- Chionea durbini Byers, 1983 (Estados Unidos: California)
- Chionea excavata Byers, 1983 (Estados Unidos: California, Nevada)
- Chionea hybrida Byers, 1983 (Estados Unidos: Idaho, Utah)
- Chionea jellisoni Byers, 1983 (Estados Unidos: Montana, Idaho, Utah)
- Chionea jenniferae (Byers, 1995) (Estados Unidos: California)
- Chionea kanenoi Sasakawa, 1986 (Japón: Honshū)
- Chionea lyrata Byers, 1983 (Estados Unidos: California)
- Chionea macnabeana Alexander, 1947 (Canadá, Estados Unidos a Washington, Oregón)
- Chionea mirabilis Vanin, 2008 (Corea)
- Chionea nigra Byers, 1983 (Estados Unidos: Utah, Colorado)
- Chionea nipponica Alexander, 1932 (Rusia: Krai de Primorie, Japón)
- Chionea nivicola Doane, 1900 (Estados Unidos: Washington, Oregón, Idaho, Montana)
- Chionea obtusa Byers, 1983 (Canadá, Estados Unidos a Oregón, Idaho)
- Chionea pusilla Savchenko, 1983 (Rusia: Krai de Primorie)
- Chionea racovitzai Burghele-Balacesco, 1969 (Rumania)
- Chionea reclusa Byers, 1995 (Estados Unidos: Illinois)
- Chionea scita Walker, 1848 (Canadá, Estados Unidos a Kentucky, Tennessee y Georgia)
- Chionea stoneana Alexander, 1940 (Estados Unidos: Minnesota a Indiana, south a Kansas, Oklahoma y Misuri)
- Chionea valga Harris, 1841 (Canadá, Estados Unidos: Minnesota, Wisconsin, Tennessee, Carolina del Norte y Virginia)
- Chionea wilsoni Byers, 1983 (Estados Unidos: Alabama, Tennessee, Carolina del Norte)

Subgénero Sphaeconophilus
- Chionea alpina Bezzi, 1908 (Europa: Francia a España, Alemania a Montenegro)
- Chionea ancae (Menier y Matile, 1976) (Francia)
- Chionea arverna (Brunhes, 1986) (Francia: Macizo central)
- Chionea austriaca (Christian, 1980) (Austria)
- Chionea belgica (Becker, 1912) (Europa: Bélgica, Dinamarca, Alemania, Hungría, Países Bajos, Suiza)
- Chionea besucheti (Bourne, 1979) Suiza
- Chionea botosaneanui (Burghele-Balacesco, 1969) (Checoslovaquia, Polonia, Rumania, Slovakia)
- Chionea catalonica (Bourne, 1979) (España: central Pirineos)
- Chionea jurassica (Bourne, 1979) (Francia)
- Chionea lutescens
  - Chionea lutescens lutescens Lundstrom, 1907 (Europa: Suecia a Portugal, Ucrania, Rusia)
  - Chionea lutescens stelviana Suss, 1982 (Italia: Lombardia)
- Chionea pyrenaea (Bourne, 1981) (Francia: Pirineos)

## Lecturas
- Byers, G.W. (1983). The crane fly genus Chionea in North America. Univ. of Kansas Science Bulletin 52(6):59-195.

- Datos: Q4357396
- Especies: Chionea